# Khánh Đông
Khánh Đông là một xã thuộc huyện Khánh Vĩnh, tỉnh Khánh Hòa, Việt Nam.
Xã có diện tích 57,08 km², dân số năm 1999 là 2.843 người, mật độ dân số đạt 50 người/km².